# 笠松隕石
笠松隕石（かさまついんせき）とは、1938年（昭和13年）3月31日午後3時頃、岐阜県羽島郡笠松町の箕浦宅に落下してきた隕石である。1988年（昭和63年）6月29日に笠松町指定文化財（天然記念物）に指定される。調査の結果、0.4～1.2mmの球粒を持つ古銅輝石カンラン石球粒隕石で、約50億年前のものと判明した。

## 概要
1938年3月31日、岐阜県羽島郡笠松町で漬物商を営む箕浦家に隕石が落下した。落下時、母屋の店舗にはこの家の長兄が、庭には使用人2人がいたが負傷はなかった。この長兄は、隕石の落下に伴う衝突音は、高射砲の発射音のようであり、飛行機の爆音のようなものがした後に聞こえたために飛行機が落下したと思った、と語っている。衝突音ではじめて隕石に気が付いたことから、火球のように輝いてはいなかったと考えられる。隕石は屋根裏に保管されていた薪ごと屋根を突き破り、床板を割り、その下の梁に食い込んで止まった。
隕石は高温であったが、その温度は紙屑に包めば持ち上げられる程度であった。30分後には暖かさを感じる程度に温度が下がっている。
- 重さ：721g
- 大きさ：長さ10.8cm 幅6.5cm 高さ6.2cm
- 比重：3.57[3]
- その他：表面色は黒、石質で微粒子を含み磁性はなし

## 所在地
- 岐阜県羽島郡笠松町新町7

## 影響
この隕石を見ようと、箕浦家には多くの見物人が訪れた。また、隕石は古くから信仰の対象であったがために、参詣客も多く訪れ、家人も知らないままに賽銭の山が出来るほどであった。
2021年には隕石は町おこしのために利用され、これをモチーフに竹炭を使い真っ黒に仕上げた「笠松隕石最中」などが販売された。